# Rhabdomastix intermedia
Rhabdomastix intermedia är en tvåvingeart som beskrevs av Alexander 1929. Rhabdomastix intermedia ingår i släktet Rhabdomastix och familjen småharkrankar. Inga underarter finns listade i Catalogue of Life.